# Oncidium massangei
Oncidium sphacelatum là một loài thực vật có hoa trong họ Lan. Loài này được E.Morren mô tả khoa học đầu tiên năm 1877.

## Hình ảnh

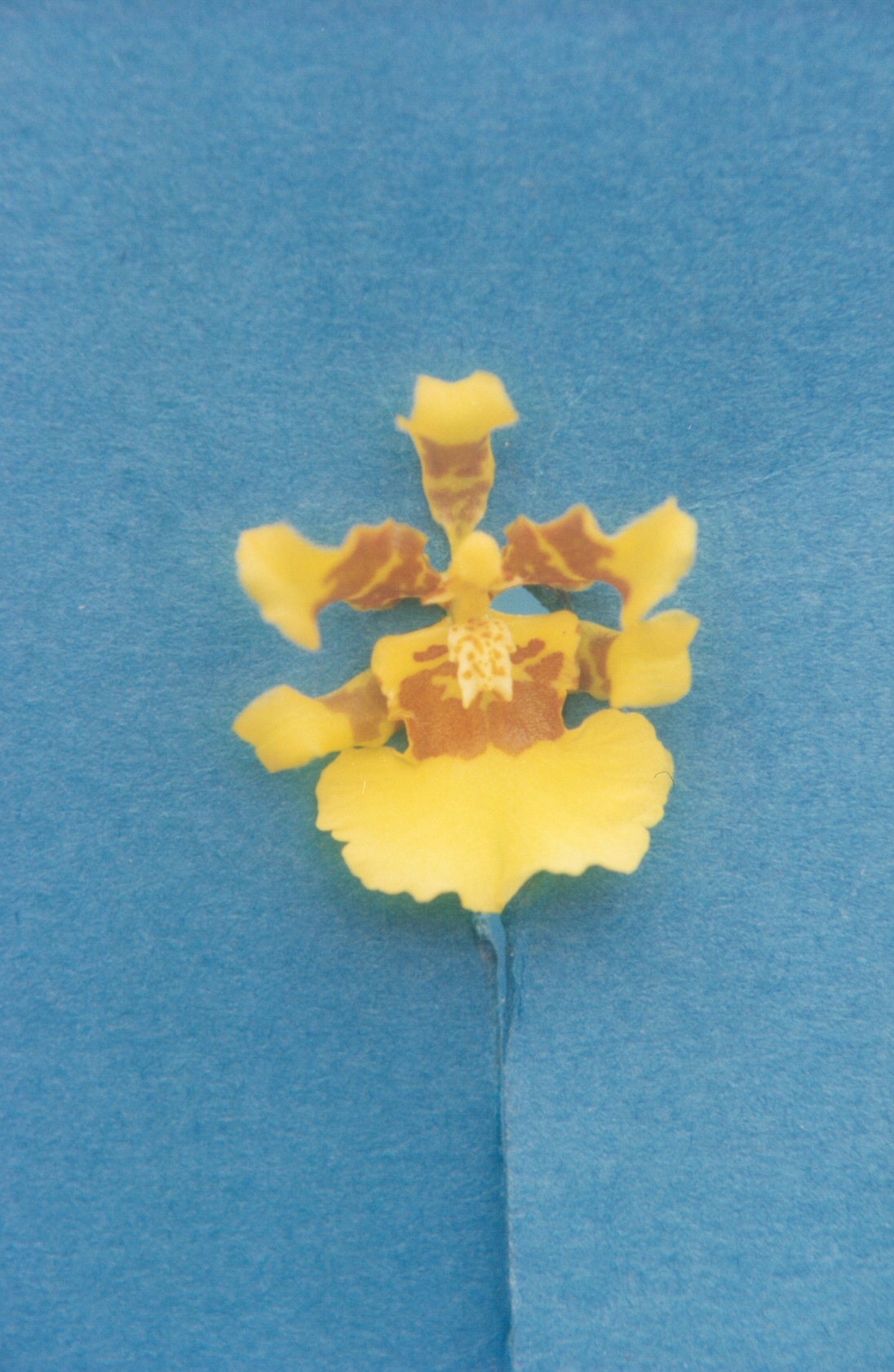
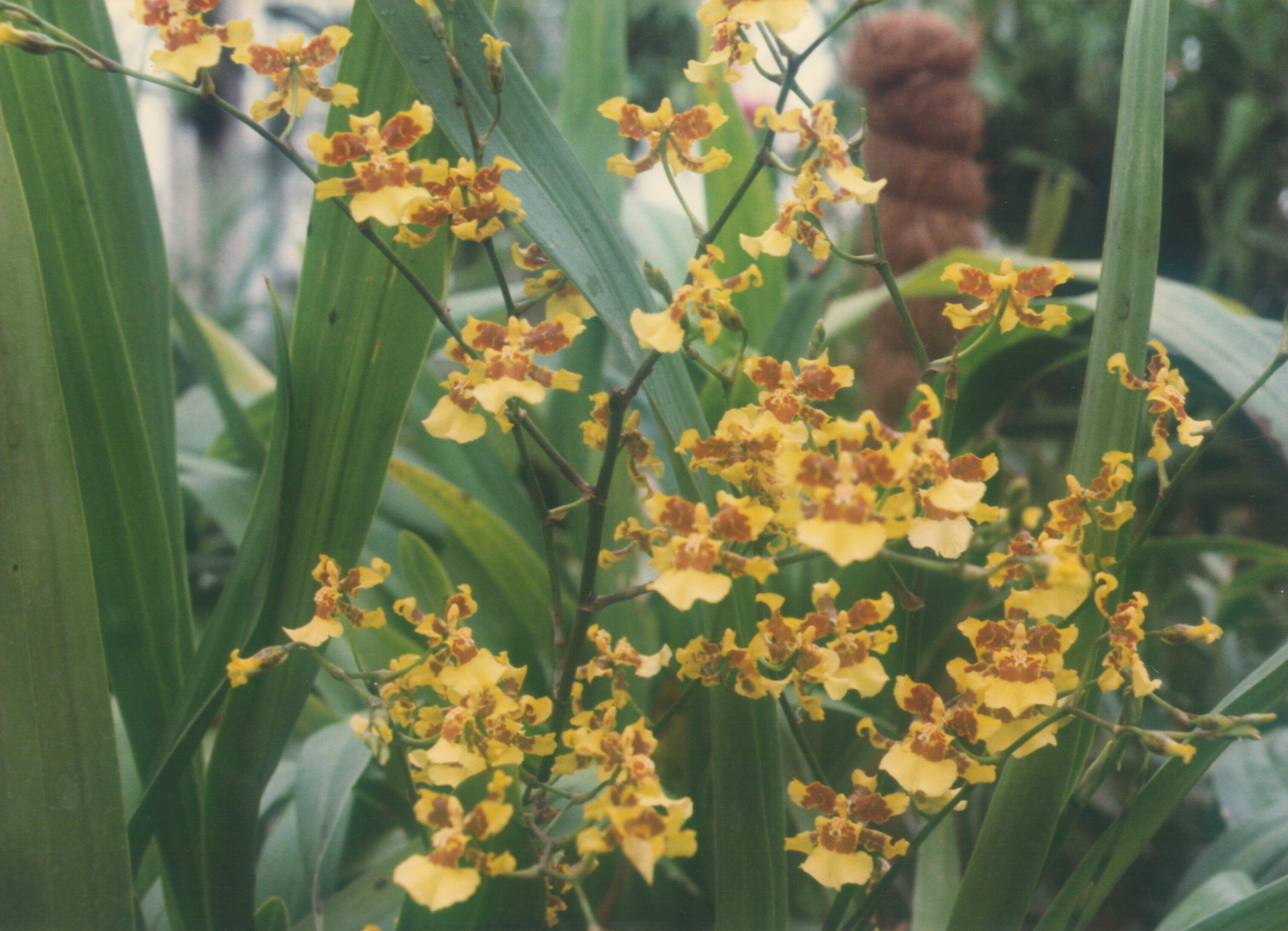
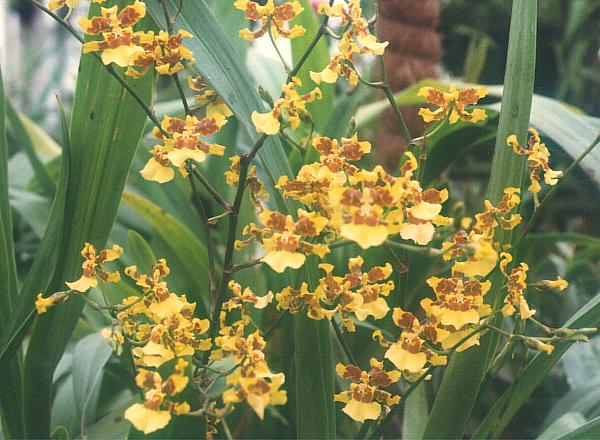
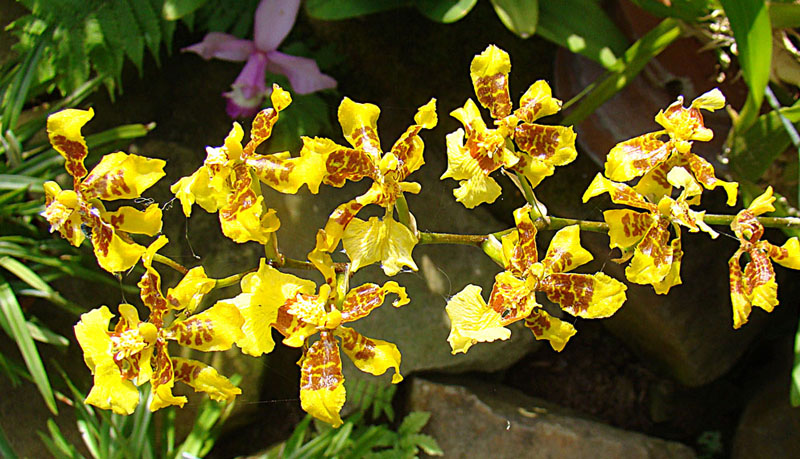